# Contea di Grady (Oklahoma)
La contea di Grady (in inglese Grady County) è una contea dello Stato dell'Oklahoma, negli Stati Uniti. La popolazione al censimento del 2000 era di 45 516 abitanti. Il capoluogo di contea è Chickasha.